# 加里·麦克唐纳
加里·麦克唐纳（英語：Gary MacDonald，1953年12月15日—），加拿大男子游泳运动员。他曾代表加拿大参加1976年夏季奥林匹克运动会游泳比赛，获得男子4×100米混合泳接力银牌。